# 죽절초속
죽절초속(竹節草屬, 학명: Sarcandra 사르칸드라[*])은 홀아비꽃대과의 속이다. 죽절초를 비롯한 몇몇 종으로 이루어져 있으며, 아시아에 분포한다.

## 하위 종
- 죽절초 S. glabra (Thunb.) Nakai
  - S. glabra var. melanocarpa (Ridl.) Verdc.
  - S. glabra subsp. brachystachys (Blume) Verdc.
- S. chloranthoides Gardner
- S. grandifolia (Miq.) Subr. & A.N.Henry
- S. irvingbaileyi Swamy